# Jean-Pierre Talbot
Jean-Pierre Talbot, född 12 augusti 1943 i Spa, är en belgisk skådespelare, mest känd för att ha spelat Tintin i ett par filmer. Efter skådespelarkarriären har han arbetat som lärare, men blev sedan chef.
Talbot var med i den första Tintinfilmen Tintin i piraternas våld, även känd som Tintin och mysteriet med gyllene skinnet 1960 när han var 17 år, och i filmen Tintin och de blå apelsinerna från 1964 då han var 20–21 år. Han upptäcktes på en badstrand 1960 när han jobbade extra som badvakt. Efter att en tredje planerad Tintinfilm blivit inställd övergick han till lärarbanan och har inte medverkat i några filmer sedan dess. År 2007 utkom hans självbiografi J'étais Tintin au cinéma.